# فضاء متجهي

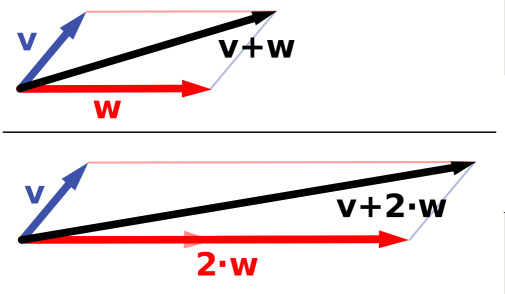
جمع المتجهات والضرب في كمية قياسية: متجهة v (باللون الأزرق) أُضيفت إلى متجهة أخرى w (باللون الأحمر، في أعلى الشكل). أسفله، w ضُربت في معامل مساو ل 2, مما أعطى المجموع v + 2·w.

الفضاء الاتجاهي أو الفضاء المتجهي أو الفضاء الشعاعي كائن أساسي في دراسة الجبر الخطي. هو مجموعة من عدة متجهات والتي هي كائنات يمكن إضافتها مع بعضها البعض وضربها بأعداد، التي يطلق عليها كميات قياسية في هذا السياق. غالبا ما تكون الكميات القياسيات أعدادا حقيقية، ولكن بالإمكان اختيار فضاءات اتجاهية مع كميات قياسية من أعداد مركبة أو أعداد نسبية أو حتى حقول عامة. عمليتا جمع المتجهات وضرب متجهة ما في كمية قياسية ينبغي لهما أن تحققا مجموعة من المتطلبات تدعى موضوعات جاءت أسفله. فضاء المتجهات الإقليدية هو مثال على الفضاءات المتجهية حيث يمكن أن تمثلن كميات فيزيائية مختلفة كالقوى وغيرها.
فعندما تعتبر المتجهات مع العمليات المطبقة عليها من جمع وضرب قياسي وبعض العمليات الأخرى مثل الانغلاق والتجميعية، فإنه يوصل إلى وصف كائن رياضي يُدعى فضاءً اتجاهياً.
المتجهات في الفضاء الاتجاهي لا تمثل تحديداً متجهات هندسية بل يمكن أن تكون أي كائن رياضي يحقق بدهيات الفضاء الشعاعي. فمتعددات الحدود من الدرجة ≤n على سبيل المثال، بمعاملات حقيقية تشكل فضاءً شعاعياً.
تدرس الفضاءات المتجهية في إطار الجبر الخطي وهي مفهومة بشكل كامل من هذا المنطلق، حيث يتميز كل فضاء متجهي ببُعده. يحدد هذا البُعد عدد الاتجاهات (أو الحركات) المستقلة عن بعضها البعض داخل الفضاء المعين. قد تُضاف إلى فضاء متجهي بُنى أخرى كالمعيار والجداء الداخلي.
تاريخيا، تعود أول فكرة أدت إلى الفضاء المتجي إلى القرن السابع عشر في إطار الهندسة التحليلية والمصفوفات والمعادلات الخطية والمتجهات الإقليدية. انظر إلى جيوسيبي بيانو وإلى أعماله في هذا المجال.
حاليا، تطبق الفضاءات المتجهية في الرياضيات والعلوم والهندسة، حيث تشكلن البنية الجبرية الملائمة لدراسة أنظمة المعادلات الخطية، وتُشكلن أيضا الإطار العام لدراسة متسلسلات فورييه اللائي يستعملن بدورهن في ضغط الصور، ولتقنيات حلحلة المعادلات التفاضلية الجزئية. انظر أيضا إلى موتر ومتعدد شُعب وجبر تجريدي.

## مقدمة وتعريف

### المثال الأول: الأسهم في المستوى
| Vector addition: the sum v + w (black) of the vectors v (blue) and w (red) is shown. | Scalar multiplication: the multiples −v and 2w are shown. |

### المثال الثاني: أزواج مرتبة من الأعداد
المثال الثاني على الفضاءات المتجهية هو الأزواج من الأعداد الحقيقية {\displaystyle x} و {\displaystyle y} (الترتيب الذي جاءا فيه العددان{\displaystyle x} و مهم يعني بصفة عامة{\displaystyle (x,y)\neq (y,x)}. لهذا السبب سمي هذا الزوج بزوج مرتب).
- {\displaystyle (x_{1},y_{1})+(x_{2},y_{2})=(x_{1}+x_{2},y_{1}+y_{2})}
- {\displaystyle a(x,y)=(ax,ay)}

### تعريف شامل
لتكن {\displaystyle E} مجموعة من العناصر (ليس بالضرورة أعداد) مزودة بقانون تركيب داخلي يرمز له بـ {\displaystyle +} (ليس بالضرورة الجمع المألوف)
وليكن {\displaystyle {\bigl (}K,\oplus ,\otimes {\bigr )}} حقل تبادلي (استعملت الرموز{\displaystyle \oplus }و {\displaystyle \otimes } لكي لا يتم الخلط بينها وبين {\displaystyle +}و {\displaystyle \cdot } لكنها لا تعدو كونها مجرد رموز)
نعرف الفضاء المتجهي على أنه مجموعة {\displaystyle E} مزودة بـ
- قانون تركيب داخلي يرمز له بـ {\displaystyle +}{\displaystyle {\begin{alignedat}{2}+:\quad &E\times E\longrightarrow E\\&(x,y)\longmapsto x+y\\\end{alignedat}}}
- قانون تركيب خارجي يرمز له بـ {\displaystyle \cdot }{\displaystyle {\begin{alignedat}{2}\cdot \quad :\quad &K\times E\longrightarrow E\\&(a,x)\longmapsto a\cdot x\\\end{alignedat}}}

حيث تحقق الخاصيات التالية :
{\displaystyle \forall x,y,z\in E,\quad \forall a,b\in K}
| الموضوعة | المعنى                                                   |
| تجميعية الجمع | {\displaystyle (x+y)+z=x+(y+z)}                          |
| تبديلية الجمع | {\displaystyle x+y=y+x}                                  |
| وجود العنصر المحايد للجمع {\displaystyle 0_{E}} داخل {\displaystyle E} ({\displaystyle 0_{E}\in E}) الذي يحقق لكل {\displaystyle x}: | {\displaystyle x+0_{E}=x}                                |
| وجود العنصر المعاكس للجمع {\displaystyle -x}داخل {\displaystyle E}({\displaystyle -x\in E}) لكل {\displaystyle x}، والذي يحقق :      | {\displaystyle \qquad x+(-x)=0_{E}}                      |
| توزيعية قانون التركيب الخارجي {\displaystyle \cdot }على الجمع الداخلي {\displaystyle +}في {\displaystyle E}                          | {\displaystyle a\cdot (x+y)=(a\cdot x)+(a\cdot y)}       |
| توزيعية قانون التركيب الخارجي {\displaystyle \cdot }على الجمع الداخلي {\displaystyle \oplus }في {\displaystyle K}                    | {\displaystyle (a\oplus b)\cdot x=(a\cdot x)+(b\cdot x)} |
| توافق الجداء {\displaystyle \otimes } المعرف على {\displaystyle K} مع الجداء الخارجي لـ {\displaystyle E}                            | {\displaystyle a\cdot (b\cdot x)=(a\otimes b)\cdot x}    |
| العنصر المحايد {\displaystyle 1_{K}} لعملية الجداء الداخلي {\displaystyle \otimes } في {\displaystyle K} يحقق لكل {\displaystyle x}: | {\displaystyle 1_{K}\cdot x=x}                           |

نقول أن {\displaystyle {\bigl (}E,+,\cdot {\bigr )}}هو فضاء متجهي معرف على {\displaystyle K}

#### تسمية ونرميز
- عناصر{\displaystyle E}تسمى المتجهات . تكتب عادة بحروف لاتينية صغيرة {\displaystyle x,y,z,v,u,w...}و غالبا ما تميز عن كونها مجرد أعداد برسم سهم فوق اسم المتجهة {\displaystyle {\vec {v}}} وخصوصا في الفيزياء والهندسة، أو ببساطة قد تكتب بخط غليظ {\displaystyle {\boldsymbol {x}},{\boldsymbol {y}}...}
- عناصر{\displaystyle K}تسمى الكميات القياسية أو كميات سُلمية (scalaire). مثل الأعداد الحقيقية أوالأعداد العقدية. عادة ما تُمَيـز عن المتجهات بكتابتها بحروف يونانية صغيرة {\displaystyle \alpha ,\beta ,\lambda ,\mu \cdots }.

## التاريخ
تنبثق الفضاءات المتجهية من الهندسة التآلفية، من خلال تقديم الإحداثيات في المستوى أو في الفضاء ثلاثي الأبعاد. في حوالي عام 1636، أسس كل من ديكارت وفيرما الهندسة التحليلية، وذلك من خلال الربط بين حلول معادلة ذات متغيرين من جهة، ونقط من منحنى في المستوى من جهة ثانية.
عرفت الفضاءات المتجهية تطورا مهما يعود فضله إلى وضع أسس فضاءات الدوال من طرف هنري لوبيغ.

## أمثلة

### الأعداد العقدية وامتدادات حقول أخرى
مجموعة الأعداد العقدية C تكوّن فضاء متجهيا:
(.,+,C)
هو فضاء متجهي على الحقل C
حيث + هو الجمع بين الاعداد العقدية المألوف
و . هو الضرب المألوف بين العداد العقدية
يمكنك التحقق بنفسك ( كتمرين ) من أن هاذان القانونين + و . يحققان بدهيات الفضاء المتجهي
انظر أيضا إلى امتداد الحقول وإلى نظرية الأعداد الجبرية

### فضاءات الدوال
(f + g)(w) = f(w) + g(w)
انظر إلى فضاء الدوال وإلى مستقيم الأعداد الحقيقية.

### المعادلات الخطية
| a  | + | 3b | + | c  | = 0 |
| 4a | + | 2b | + | 2c | = 0 |

## التطبيقات الخطية والمصفوفات

### المصفوفات

شكل مبين لمصفوفة

{\displaystyle \mathbf {x} =(x_{1},x_{2},\cdots ,x_{n})\mapsto \left(\sum _{j=1}^{n}a_{1j}x_{j},\sum _{j=1}^{n}a_{2j}x_{j},\cdots ,\sum _{j=1}^{n}a_{mj}x_{j}\right)}
حيث {\displaystyle \sum } تعني الجمع.